# Македонска фаланга
Македонска фаланга је представљала збијени и закошени борбени поредак састављен од тешко наоружаних копљаника, који је чинио главну ударну снагу у македонској војсци. За њен настанак заслужан је Филип II Македонски, који је, према Диодору са Сицилије (Diod., XVI, 3. 1-3), извршио војну реформу македонских снага у намери да ојача Македонију ради ефикаснијег деловања против спољашњих непријатеља, међу којима су по македонску целовитост били најопаснији Илири, Пеонци и Трачани.
Поврх свега тога, непрекидно војевање предузето за Филипова и Александрова живота у свако доба године и на свакаквом терену против разноразних противника спремних за борбу у свако доба дана, учинило је да македонска фаланга, која је изашла из свега тога као победник, постане једна од најпрофесионалнијих војски старога века, с којом се нико није могао мерити све до битке код Киноскефале из 197. п. н. е.

## Настанак

### Залагање Филипа
До средине 4. века п. н. е. Македонија није вршила неки битнији утицај споља, било у економском, културном или политичком смислу. Чак шта више, поражавајуће исуство које је доживела непосредно пре ступања Филипа II на њен трон довела су у питање њену целовитост. Наиме, како наводи Диодор са Сицилије, 360. п. н. е. у сукобу са Илирима пао је Филипов брат Пердика заједно са више од 4.000 Македонаца. То је изазвало толики шок међу преживелима, да их је тако духом поколебане надвладао страх од којег се нису могли ослободити све до доласка Филова на сцену. У крајњој нужди, окружен са свих странама непријатељима, Филипу је преостало ништа друго но да створи потпуно нову врсту војске.
У тренутку кад је ступио на престо, Македонија је и даље била слабо урбанизована земља, без знатних урбаних центара. Стога ни не чуди што у њеној друштвеној структури није постојао неки виши средњи сталеж из којег би се могли врбовати хоплити, што је дакако био случај са градовима јужно од планине Олимп и реке Пенај. Међутим, за разлику од грчких полиса, у Македонији мањак у људству никада није представљао проблем. Македонски војници долазили су већим делом из редова пастира и земљорадника и били су бирани без обзира на старосну доб. Филип је намеравао да управо од тих павора, навикнутих на тежак живот, створи високо-професионалну војску кадру да обавља све што јој се заповеди.
Ради тога, он је сазивао низ скупова на којима је поколебане бодрио речитим говорима, саветујући им да се носе мушки, и тако успео да им подигне уздрмани морал. Уз то, дао је да се изврши и реорганизација копнених снага, људима обезбедио прикладније наоружање, непрестано их водио на маневре под оружјем и на вежбе на којима су се међу собом надметали. И заиста, може се рећи да је Филип био тај који је осмислио компактни ред и опрему фалангита, угледајући се притом на густо збијене редове ратника са штитовима постављеним један уз другог, какве је управо описао Хомер у својој Илијади.
| „ | Штит се саста са штитом и шлем са шлемом, са борцем борац; а гривасти шлеми дотакоше заслоне сјајне кад би се нагнули борци; толико се стиснуше густо | ” |
| — | |   |

### Састав, организација и формација
Као што смо могли видети из претходног одељка, стварање силе као што је македонска захтевала је много улагања. Приликом доласка на власт, Филип је имао само 24 године и притом није имао никакво ратно искуство од раније. Међутим, он је био свестан тога да се мора извести нека промена по питању устројства и наоружања копнених снага, не би ли се спасла целовитост Македоније која је у том тренутку била у великој опасности. Између осталог, зато су уведени сариси (sarissai), дренова копља 4,5 — 5,5 m у дужини, 3 — 5 cm у пречнику и 6 — 7 kg у тежини. Могуће је да их је Филип увео у употребу поучен једним искуством које је доживео у борби са Трибалима, када га је једно такво дугачко копље оборило с коња учинивши га хромим за цео живот. Већи део њихове тежине отпадао је на предњи крај, па су се због тога морала држати с обе руке. То се одразило и на остали део опреме, пре свега на штит који је сада имао пречник 0,5/6 m, као и на оклоп који је почев од тада био углавном справљен од више слојева коже и лана. Што се тиче шлема, коришћен је тзв. фригијски шлем, који је пружао далеко бољу чујност и видљивост за разлику од коринтског, каквог су имали ранији грчки хоплити.
И у погледу организације и формације учињен је помак, те је од сада македонска фаланга сачињена од припадника „краљевске гарде“, како их је Филип назвао, (pezetairoi) у дубини имала 8 — 16 а каткад и до 32 реда, при чему се испред сваког фалангита у првом реду налазило пет копаља краћих за два лакта (1 лакат = 45.72 cm) од оног које им претходи, како Полибије наводи (Polib. Hist., XVIII, 29). Фаланга је била подељена у шест батаљона (taxeis) у чији састав је улазило до 1.500 људи.
У дефанзивном погледу, македонска фаланга је била слабија у односу на грчку хоплитску фалангу, али је зато имала већу офанзивну моћ. Наиме, како поједини аутори тврде, придавајући већи значај нападу убојитост је повећана за чак 40%.
Филип је, што се тиче логистике, за оно време био ненадмашив. По њему, све је било подређено бржем напредовању војске. Како наводи Секст Јулије Фронтин, римски државник и теоретичар из друге половине 1. века н. е., на 10 пешадинаца долазио је један слуга, који је носио „млевено зрневље и ужад“. Када би се запутио на летње маршеве, наређивао је да сваки човек носи на својим раменима брашно за тридесет дана. Полиен, македонски писац из 2. века н. е., забележио да је Филипова војска често прелазила и до 300 стадија (~ 55/6 km) дневно и то под пуном опремом и наоружањем.